# Cora Díaz
Cora Díaz Herrera (1910—Santiago, 23 de diciembre de 1998) fue una actriz chilena de teatro, cine y televisión.
Comenzó su carrera en teatro en 1933, en comedias musicales y operetas con la compañía de Inés Berutti. En 1936 en la compañía de Alejandro Flores Pinaud y luego en la compañía de Enrique Barrenechea en el Teatro Municipal de Santiago. Posteriormente, lo hizo con los elencos de Ernesto Vilchés, Esteban Serrador, María Llopart y Ortiz de Pinedo, para actuar luego en la compañía de operetas Herstog-Herreo en el Teatro Municipal. En 1947, con una consolidada trayectoria, ingresó junto a Ana González, Maruja Cifuentes, Elena Moreno, Mario Montilles, Pepe Rojas y Justo Ugarte al Teatro Ensayo de la Universidad Católica para potenciar el personal de actores en la naciente escuela de teatro.
Fue ganadora de un Laurel de Plata por la obra La casa de Bernarda Alba.
Durante su última etapa profesional se dedicó al teatro y a la televisión, específicamente en producciones de la Corporación de Televisión de la Pontificia Universidad Católica de Chile y Televisión Nacional de Chile.

## Filmografía

### Cine
- El Relegado de Pichintún (1943)
- Romance de medio siglo (1944)
- Flor del Carmen (1944)
- Amarga verdad (1945)
- Casamiento por poder (1945)
- El zapato chino (1980)
- Historia de un roble solo (1982)
- El último grumete de la Baquedano (1983)
- Consuelo (1988)

### Telenovelas
| Teleseries | Teleseries                | Teleseries      | Teleseries |
| Año        | Teleserie                 | Rol             | Canal      |
| ---------- | ------------------------- | --------------- | ---------- |
| 1975       | La otra Soledad           | Juana Muñoz     | Canal 13   |
| 1975       | J.J. Juez                 | Tatiana Torres  | Canal 13   |
| 1979       | Martín Rivas              | Clarisa Cordero | TVN        |
| 1981       | Casagrande                | Corina          | Canal 13   |
| 1982       | La gran mentira           | Pabla           | TVN        |
| 1983       | El juego de la vida       | Karina Espinoza | TVN        |
| 1984       | La Represa                | Clara           | TVN        |
| 1984       | Andrea, justicia de mujer | Julia           | Canal 13   |
| 1985       | Marta a las Ocho          | Doña Lala       | TVN        |
| 1986       | Ángel malo                | Carolina        | Canal 13   |
| 1987       | La invitación             | Adela           | Canal 13   |
| 1990       | ¿Te conté?                | Carmela Cruz    | Canal 13   |
| 1993       | Marrón Glacé              | Miguelina       | Canal 13   |
| 1994       | Top secret                | Gladys Díaz     | Canal 13   |
| 1996       | Marrón Glacé, el regreso  | Miguelina       | Canal 13   |

### Teleteatros
- La pérgola de la flores (teleteatro chileno) (Teleteatro en TVN, 1975)
- La princesa Panchita (Teleteatro en TVN, 1976)
- Ánimas de día claro (Teleteatro en TVN, 1977)

### Teatro
- La noche distinta
- Una mujer sin importancia
- Auto de la compasiva
- Billy, el mentiroso
- Club de teatro
- Invitación al castillo y la divina
- La dama del canasto
- Encantadora familia blit
- Juani en sociedad
- Javiera y su fantasma
- Eso que llaman el novio
- La casa de Bernarda Alba
- Martín Rivas
- La mandrágona
- El rey se muere (1981)